# Leonardo Henrichsen
Leonardo Henrichsen, född 29 maj 1940 i Buenos Aires, död 29 juni 1973 i Santiago de Chile, var en svensk-argentinsk journalist som är känd för att ha filmat ett kuppförsök av militären i Santiago 1973. Under händelserna blev han skjuten och avled kort därefter i närvaro av kollegan Jan Sandquist.

## Biografi och karriär
Henrichsen var argentinsk medborgare och hade en svensk far. Han var gift, hade tre barn och hade arbetat sedan 1969 som fotograf i Latinamerika för Rapport i Sveriges Television tillsammans med Jan Sandquist, som arbetade som SVT:s korrespondent i Latinamerika.

## Kuppförsöket
På morgonen den 29 juni 1973 var Henrichsen och Sandquist på väg till ett kontor i centrala Santiago de Chile. De möttes av pansarvagnar och nära Monedapalatset påbörjades det skottlossning från militärens sida. Tumult uppstod och civila tvingades fly, men Henrichsen och Sandquist valde att vara kvar på platsen och spelade in allt på film.
Efter en stund körde en lastbil med soldater upp på andra sidan gatan där journalisterna befann sig. En underofficer avlossade skott mot dem och beordrade därefter soldaterna på flaket att också göra det. En soldat sköt en kula i bröstet på Henrichsen med ett gevär. Henrichsen lyckades spela in hela sekvensen med sin filmkamera och avled kort därefter av skadorna. Filmen blev världsunik och spreds i medier. Fram tills händelsen hade Henrichsen och Sandquist bevakat 16 statskupper i Latinamerika och blivit beskjutna flera gånger.
Kuppförsöket, där totalt 22 människor miste livet, betraktas som ett förstadium till militärkuppen i Chile 1973. 30 år efter händelserna pekades den f.d. korpralen Hector Bustamante ut som den underofficer som beordrat de dödande skotten mot Henrichsen. Bustamante åtalades, men avled i cancer i väntan på rättegång.

## Kultur
1973 släppte Wolf Biermann en låt om Henrichsen med titeln Ballade vom kameramann.

### Fotnoter
1. 1 2 3 4 5  ”Leonardo filmade ända in i döden”. SVT.se. 29 juni 2013. https://www.svt.se/nyheter/inrikes/leonardo-filmade-anda-in-i-doden. Läst 29 juni 2013.
2. ↑  ”Wolf Biermann – Chile (Ballade Vom Kameramann) / Comandante Che Guevara (1973, Vinyl)” (på tyska). https://www.discogs.com/release/1896832-Wolf-Biermann-Chile-Ballade-Vom-Kameramann-Comandante-Che-Guevara. Läst 17 januari 2022.